# Pawełkowo
Pawełkowo (biał. Павялкова, Pawiałkowa; ros. Павелково, Pawiełkowo) – wieś na Białorusi, w obwodzie mińskim, w rejonie dzierżyńskim, w sielsowiecie Fanipol.

## Historia
W XIX i w początkach XX w. położone było w Rosji, w guberni mińskiej, w powiecie mińskim.
Po I wojnie światowej pod administracją polską, w Zarządzie Cywilnym Ziem Wschodnich, w okręgu mińskim, w powiecie mińskim.
W wyniku postanowień traktatu ryskiego znalazło się w granicach Związku Sowieckiego. W latach 1932–1937 w Polskim Rejonie Narodowym im. Feliksa Dzierżyńskiego. Od 1991 w niepodległej Białorusi.